# Mikołaj Wirtemberski

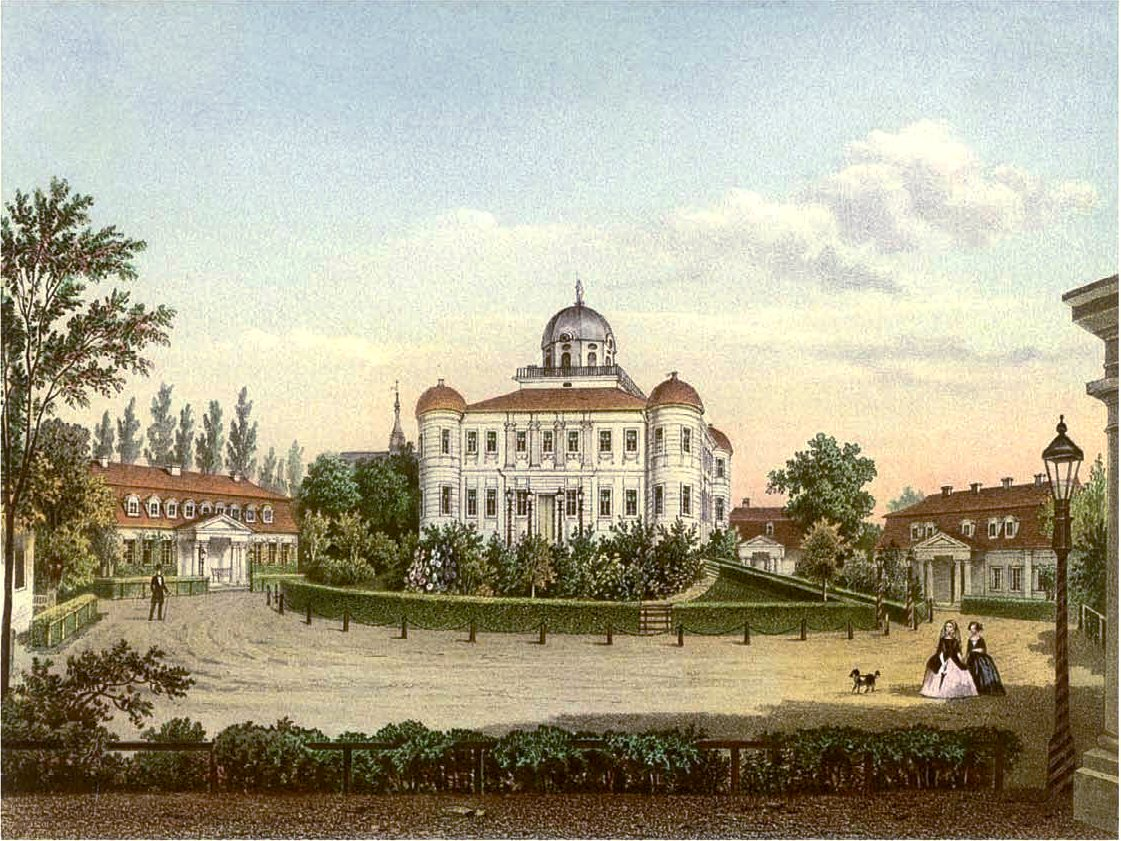
Zamek w Carlsruhe

Mikołaj Wirtemberski (niem. Nikolaus Herzog von Württemberg) (ur. 1 marca 1833 w Carlsruhe, w prowincji śląskiej, zm. 22 lutego 1903 tamże) – książę wirtemberski, oficer w służbie cesarstwa Austrii i właściciel Carlsruhe.

## Rodzina
Książę Mikołaj Wirtemberski był synem księcia Eugeniusza (1788-1857) i jego drugiej żony, Heleny, księżniczki Hohenlohe-Langenburg.

## Życiorys
Po ukończeniu szkoły średniej we Wrocławiu i studiów na Politechnice w Hanowerze, służył najpierw w austriackiej marynarce wojennej, a później w austriackiej armii lądowej. W 1860 doszedł do stopnia majora i uczestniczył w wojnie prusko-duńskiej (1864), a dwa lata później w wojnie prusko-austriackiej (1866).
8 maja 1868 roku ożenił się z Wilhelminą Wirtemberską, córką swojego brata Eugeniusza Erdmanna Wirtemberskiego. Nie mieli dzieci.
Następnie podróżował do Hiszpanii i Afryki Północnej. 10 listopada 1877 został mianowany na stopień generała majora i wyznaczony na stanowisko 54 Brygady Piechoty w Krakowie. 29 kwietnia 1882 został mianowany na stopień marszałka polnego porucznika i wyznaczony na stanowisko komendanta 33 Dywizji Piechoty w Komárnie. 1 listopada 1883 został urlopowany, a 28 października 1900 został mianowany tytularnym generałem artylerii. 9 października 1891 został mianowany na stopień generała lejtnanta armii prusko-wirtemberskiej, a 1 września 1896 generała piechoty.
Mikołaj przejął dobra w Carlsruhe po swoim bracie Wilhelmie w 1896. Było już wtedy jasne, że Mikołaj również nie doczeka się męskiego dziedzica, w swoim testamencie przekazał więc dobra w Carlsruhe królowi Wirtembergii – Wilhelmowi II.